# Ильин, Николай Иванович (драматург)
Никола́й Ива́нович Ильи́н (1773 или 1777 — 1822, Москва) — русский драматург и переводчик. Статский советник.

## Биография
Родился 14 марта или 14 сентября в 1773 или 1777 году.
Известность ему принесла оригинальная пьеса «Лиза, или Торжество благодарности» (постановка 1802; издания 1803, 1808, 1817; на немецком языке — Москва, 1805). Сохранились также пьесы «Великодушие, или Рекрутский набор» (1805), комедия «Семик» (1818) и другие, связанные с сентименталистской традицией. Переводил, перекладывая на русские нравы, пьесы французских писателей. В 1809 году издавал в Москве журнал под названием «Друг детей».
С 1806 до 1810 года управлял хозяйственной частью московских театров. По протекции А. С. Шишкова стал секретарём канцелярии московского генерал-губернатора Ф. В. Ростопчина. Странности со временем обернулись душевной болезнью.
В 1821 году влюбился в княжну Агриппину Трубецкую, дочь князя И. Д. Трубецкого, просил её руки, но Ильину было отказано не только в руке, но и от дома. Поругавшись с московским полицеймейстером А. Ровинским, Ильин ударил его и назвал дураком. Генерал-губернатор Д. В. Голицын приказал приставить к Ильину караул и поместить в сумасшедший дом в особую комнату. После того, как Ильина выпустили, А. Я. Булгаков писал брату:

Сумасшедший Ильин писал Закревскому, прося его к себе. Я поехал вместо Арсения и должен был два часа у него сидеть и слушать его рассказы. Нельзя его назвать сумасшедшим, но человек с умом не станет говорить, как он. Всех ругает немилосердно, хотя и с некоторым основанием. Он в течение трёх месяцев своего заключения написал более 12000 стихов, сделал поэму «Нашествие французов». Все лица — птицы: государь — орёл, Бонапарт — ястреб, Ростопчин — сокол, а там — кто филин, кто курица и проч. И мне надобно было всё это выслушивать. Просил чаще бывать. Держи карман!
Умер 28 августа (9 сентября) 1822 года в Москве и похоронен на Симоновом кладбище вместе с действительным статским советником, бывшим обер-секретарём Сената Алексеем Прокофьевичем Ильиным.